# Cyperus alvesii
Cyperus alvesii är en halvgräsart som beskrevs av Gordon C. Tucker. Cyperus alvesii ingår i släktet papyrusar, och familjen halvgräs. Inga underarter finns listade i Catalogue of Life.